# 1907年全米選手権 (テニス)
1907年 全米選手権（1907ねんぜんべいせんしゅけん）に関する記事。

## 大会の流れ
- 1881年から1967年まで、全米選手権は各部門が個別の名称を持ち、大会会場も別々のテニスクラブで開かれた。これが他の3つのテニス4大大会と大きく異なる点である。
  - 男子シングルス　名称：全米シングルス選手権（U.S. National Singles Championship）／会場：ロードアイランド州、ニューポート・カジノ　（最初の会場、1914年まで）
  - 男子ダブルス　名称：全米ダブルス選手権（U.S. National Doubles Championship）／会場：ロードアイランド州、ニューポート・カジノ　（最初の会場に戻る。1894年-1914年まで）
  - 女子シングルス　名称：全米女子シングルス選手権（U.S. Women's National Singles Championship）／会場：ペンシルベニア州、フィラデルフィア・クリケット・クラブ　（女子部門競技はすべてこの会場、1887年-1920年まで）
  - 女子ダブルス　名称：全米女子ダブルス選手権（U.S. Women's National Doubles Championship）／会場：フィラデルフィア・クリケット・クラブ　（1889年-1920年まで）
  - 混合ダブルス　名称：全米混合ダブルス選手権（U.S. Mixed Doubles Championship）／会場：フィラデルフィア・クリケット・クラブ　（1892年-1920年まで）
- 男女シングルスでは、「チャレンジ・ラウンド」（Challenge Round, 挑戦者決定戦）と「オールカマーズ・ファイナル」（All-Comers Final）で優勝を決定した。男子シングルスでは第4回大会の1884年から実施されてきたが、女子シングルスは第2回競技の1888年から行われた。
  - 大会前年度優勝者を除く選手は「チャレンジ・ラウンド」に出場し、前年度優勝者への挑戦権を争う。前年度優勝者は、無条件で「オールカマーズ・ファイナル」に出場できる。チャレンジ・ラウンドの勝者と前年度優勝者による「オールカマーズ・ファイナル」で、当年度の選手権優勝者を決定した。
  - この年は、男女シングルスとも前年度優勝者が参加しなかった。前年度優勝者が出場しなかった場合は「オールカマーズ・ファイナル」がなくなるため、チャレンジ・ラウンドの決勝結果を優勝記録表に掲載する。
- 初期の全米選手権のように、外国人出場者が少なかった時期は、地元アメリカ人選手の国籍表示を省略する。

## 大会前年度優勝者
- 男子シングルス：ウィリアム・クローシャー　［大会不参加］
- 女子シングルス：ヘレン・ホーマンズ　［大会不参加］
- 男子ダブルス：ホルコム・ウォード＆ビールズ・ライト　［ウォードが現役引退］
- 女子ダブルス：ヘレン・ホーマンズ＆キャリー・ニーリー
- 混合ダブルス：クラレンス・ホバート＆オーガスタ・シュルツ

## 男子シングルス

### チャレンジラウンド
準々決勝
- ウィリアム・ラーンド vs. ラバーン・ウェストフォール　6-4, 6-1, 6-0
- クラレンス・ホバート vs. ウォレス・ジョンソン　6-4, 6-3, 5-7, 5-7, 6-2
- ヘンリー・J・モーレンハウアー vs. ルロイ・ロス　6-4, 11-9, 5-7, 6-4
- ロバート・ルロイ vs. リチャード・パーマー　6-0, 6-2, 6-2

準決勝
- ウィリアム・ラーンド vs. クラレンス・ホバート　6-2, 6-2, 6-1
- ロバート・ルロイ vs. ヘンリー・J・モーレンハウアー　4-6, 6-4, 1-6, 8-6, 6-0

決勝
- ウィリアム・ラーンド vs. ロバート・ルロイ　6-2, 6-2, 6-4　（ここで優勝決定。ラーンドが本大会の優勝者になる）

## 女子シングルス

### チャレンジラウンド
準々決勝
- イブリン・シアーズ vs. エリザベス・G・オストハイマー　6-1, 6-1
- ジョージ・チャップマン夫人 vs. フィリス・グリーン　6-2, 6-0
- ヘレン・パウチ vs. エミリー・スコット　6-4, 6-2
- キャリー・ニーリー vs. レイチェル・ハーラン　2-6, 6-4, 6-3

準決勝
- イブリン・シアーズ vs. ジョージ・チャップマン夫人　6-2, 6-1
- キャリー・ニーリー vs. ヘレン・パウチ　8-6, 7-5

決勝
- イブリン・シアーズ vs. キャリー・ニーリー　6-3, 6-2　（ここで優勝決定。シアーズが本大会の優勝者になる）

## 決勝戦の結果
- 男子シングルス：ウィリアム・ラーンド vs. ロバート・ルロイ　6-2, 6-2, 6-4　［チャレンジラウンド決勝］
- 女子シングルス：イブリン・シアーズ vs. キャリー・ニーリー　6-3, 6-2　［チャレンジラウンド決勝］
- 男子ダブルス：フレッド・アレクサンダー＆ハロルド・ハケット vs. ウィリー・グラント＆ナット・ソーントン　6-2, 6-1, 6-1
- 女子ダブルス：キャリー・ニーリー＆マリー・ワイマー vs. エドナ・ワイルディー＆ナタリー・ワイルディー　6-1, 2-6, 6-4
- 混合ダブルス：ウォレス・ジョンソン＆メイ・セイヤーズ vs. ハーバート・モリス・チルデン＆ナタリー・ワイルディー　6-1, 7-5